# Koliha východní
Koliha východní (Numenius madagascariensis) je velký slukovitý pták s velmi dlouhým zobákem, který hnízdí na severovýchodě Asie a zimuje převážně v Austrálii, částečně i v Jižní Koreji, Thajsku, na Filipínách a na Novém Zélandu.

## Systematika
Druh popsal švédský přírodovědec Carl Linnaeus v roce 1766. Koliha východní se řadí do rodu koliha (Numenius) v rámci čeledi slukovitých. Netvoří žádné poddruhy. Druhové jméno madagascariensis znamená „madagarský“; Linnaeus při popisu druhu udělal chybu, když identifikoval typovou lokalitu druhu jako Madagaskar.

Vybraná dobová vyobrazení
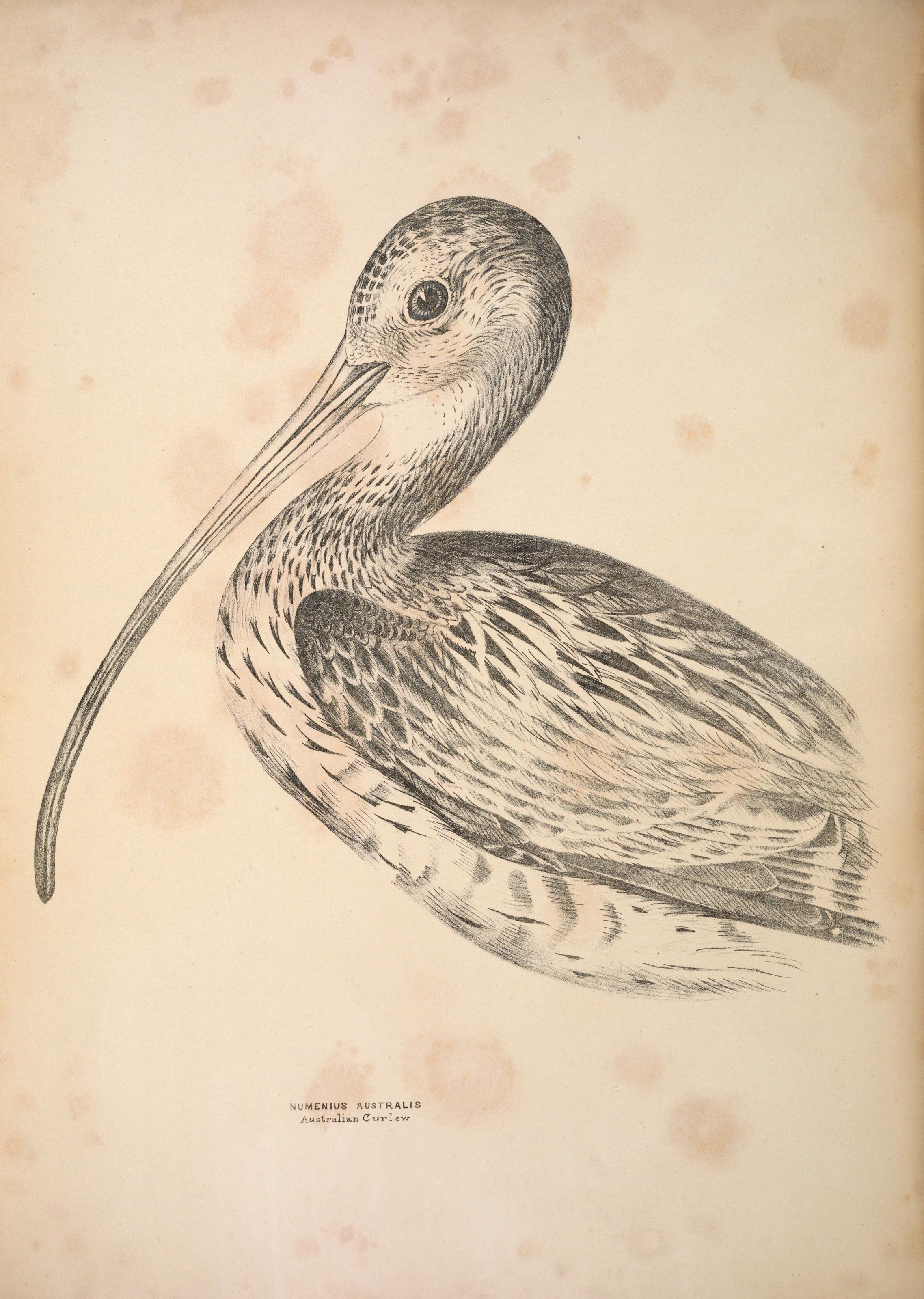
1877
1820–1860
François-Nicolas Martinet (2. polovina 19. století)

## Rozšíření a populace

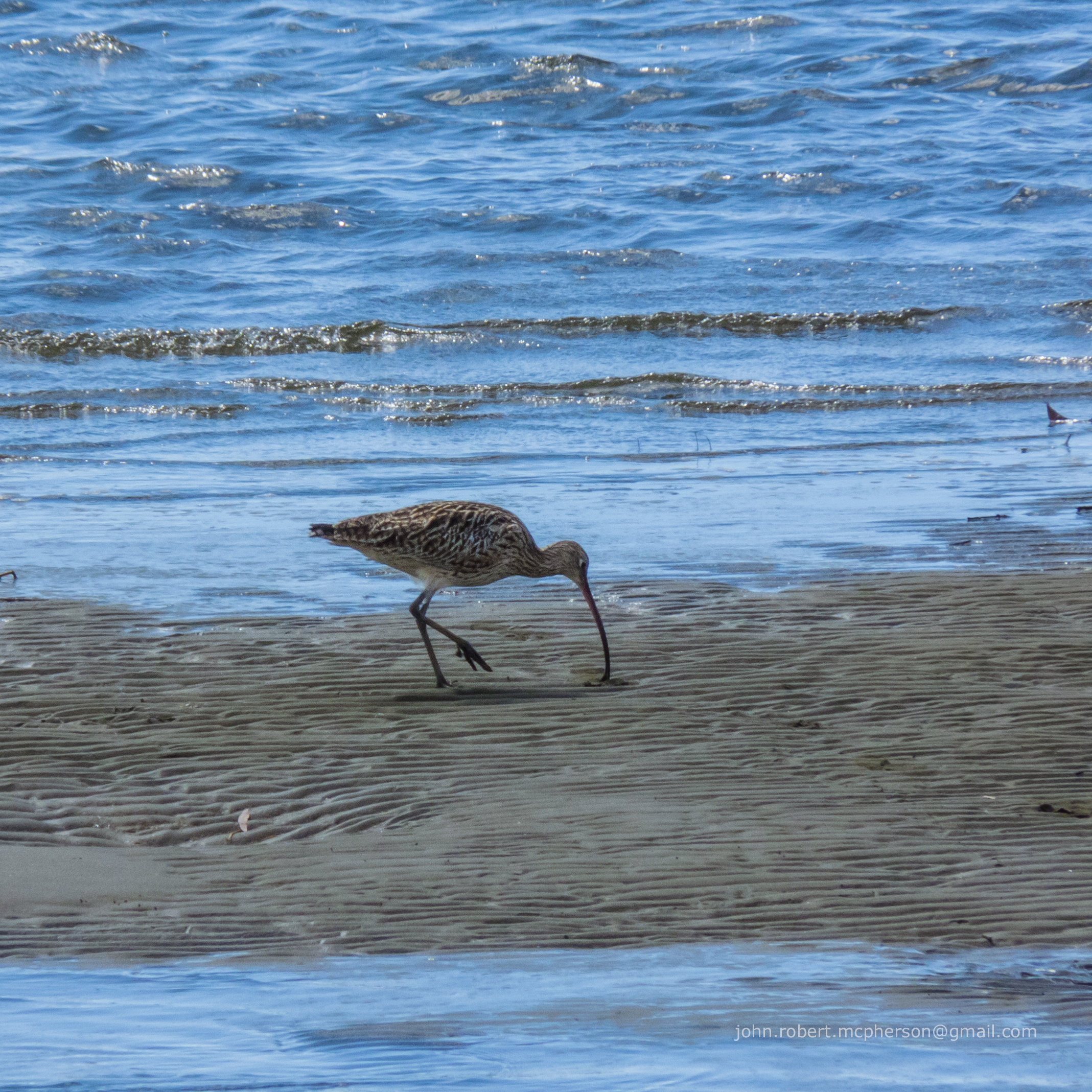
Koliha východní při hledání potravy (Bramble Bay, Queensland, Austrálie

Koliha východní hnízdí ve východním Rusku od Dolní Tunguzky na východ přes Verchojanské pohoří až po Kamčatku. Jižní hranici hnízdního areálu tvoří Přímořský kraj a severovýchodní Mongolosko. Po skončení hnízdního období táhne na jih do Austrálie, kde hnízdí cca 75 % populace, zbývající jedinci zimují v Indonésii, Papui Nové Guineji a na Novém Zélandu. Protahuje řadou zemí východní a jihovýchodní Asie jako je Japonsko, Brunej, Bangladéš, Thajsko, Vietnam, Filipíny, Malajsie a Singapur. Celková populace byla v roce 2015 odhadnuta na 32 000 jedinců.

## Popis
Koliha východní měří 60–66 cm. Křídlo dosahuje délek 290–338 mm, zobák 128–201 mm, běhák 77–95 mm. Tento statný bahňák se vyznačuje dlouhým zakřiveným zobákem směrem dolů. Jeho barva je šedohnědá, přičemž první polovina dolní čelisti je narůžovělá. Kolem očí se nachází tenký bílý oční proužek. Opeření je většinou hnědé. Krk, hruď, břicho a spodina jsou světle hnědé s tmavým šipkovitým flekováním na břichu a na bocích. Spodní strana křídel je strakatá světlou a tmavou barvou. Oči jsou černé, dlouhé nohy modrošedé. Samice bývají o trochu větší než samci a mají také o něco delší zobák.

## Biologie
Na zimovištích se kolihy východní vyskytují na písčitých plážích, wattovém pobřeží a v dalších bahnitých biotopech v blízkosti oceánu, i když občas zalétnou do mokřadů hlouběji ve vnitrozemí. V tomto období se sdružují do hejn i o stovkách jedinců, zvláště na pobřeží Austrálie. Hejna často létají ve formaci ve tvaru písmene V. Na zimovištích se často volně mísí s kolihami malými, které mají mnohem kratší zobák, takže mezi nimi nedochází k potravní kompetici. Na zimovištích se živí hlavně červy a malými kraby, na hnízdištích pojídá larvy brouků, různonožce, malé žáby a kraby. Potravu sbírá propichováním měkkého substrátu svým dlouhým zobákem, někdy přímo z povrchu. Při vyrušení se projevuje bublavým ker ker-é-ker-é.

### Hnízdění
Ke hnízdění dochází od počátku května do konce června. V době hnízdění si kolihy zakládaní teritoria v zavodněných bahnitých močálech a mokřadech. V době námluv samci nejdříve vyletí 10–15 m nad hnízdiště a poté se pomalým, klouzavým letem snáší zpět za hlasitého bublavého nářku, který se zintenzivňuje s tím, jak samec přistává. Teritoria nejsou patrně striktně definována, protože kolihy často hnízdí v malých skupinkách o 2–3 párech. Hnízda bývají umístěna na hromádkách bahna a vegetace, vystýlku tvoří suchá tráva. Samice snáší kolem 4 vajec. K prvnímu zahnízdění patrně dochází až ve věku kolem 3–4 let.

## Ohrožení
Jedná se o ohrožený druh. Populace kolih východních je na rychlém ústupu vlivem rapidního úbytku a degradace mokřadů na tahových zastávkách v oblasti Žlutého moře, menší hrozbu představují i rušivé vlivy lidských aktivit a i sporadický lov.